# Thomas Bernstein

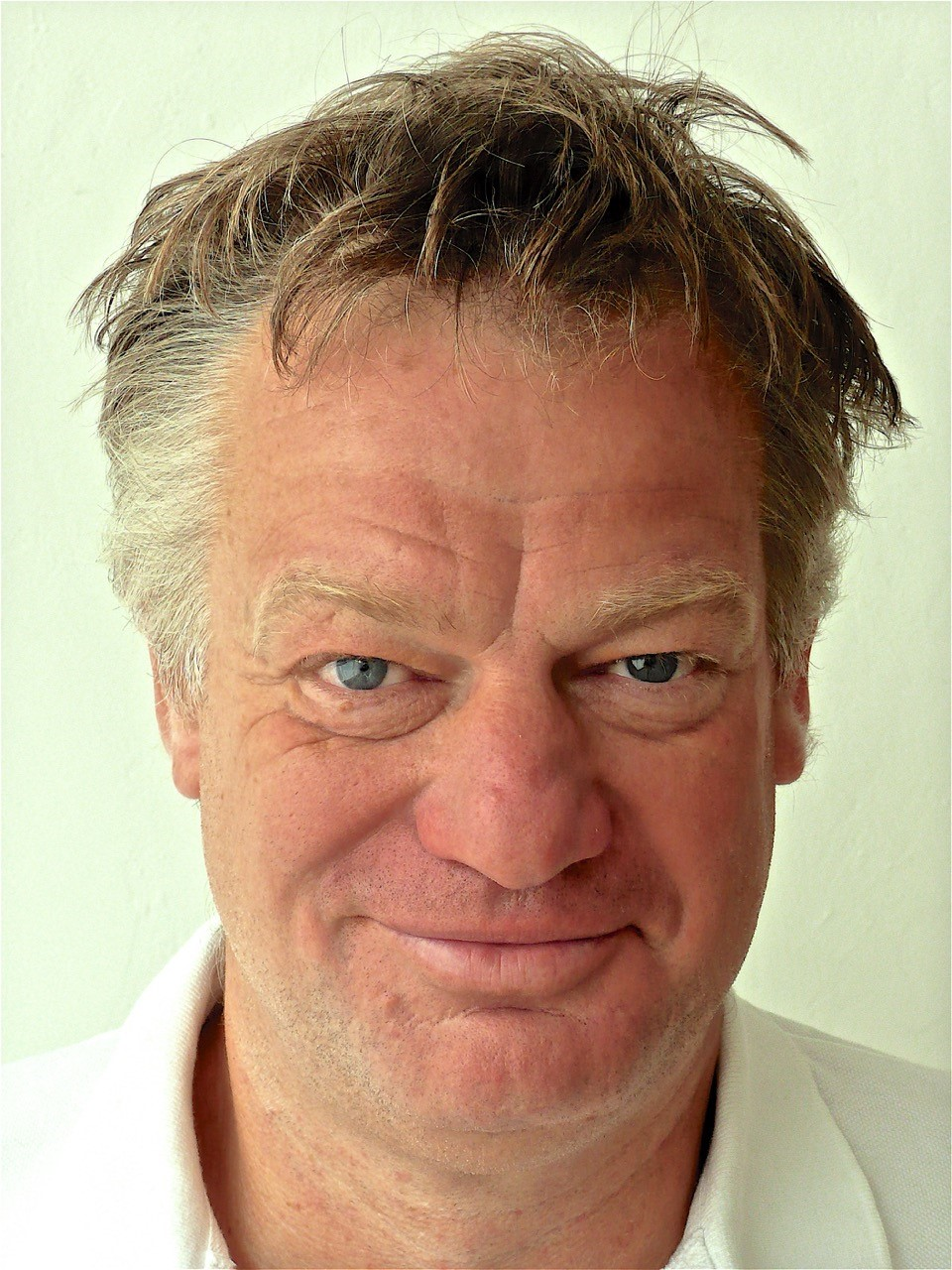
Thomas Bernstein

Thomas Bernstein (* 1957 in Mündersbach, Westerwald) ist ein deutscher bildender Künstler und Kunstlehrer.

## Leben und Werk
Thomas Bernstein studierte von 1978 bis 1985 an der Kunstakademie Düsseldorf bei Tony Cragg und Fritz Schwegler.

Der Bildhauer, Zeichner und Performer (3) erstellt neben figürlichen Arbeiten auf Papier auch anthropomorphe Skulpturen aus verschiedenen Materialien, vornehmlich Silikon. Vorherrschendes Thema in seinen Performances ist die Bewegung, das Alltägliche und das Absurde. Während sich seine bildnerischen Arbeiten auf Fragen zur menschlichen Kommunikation beziehen, zeigt er in seinen Skulpturen abstrahiert körperbezogene Formen. Diese finden sich naturalistisch stärker ausgearbeitet in seinen figürlichen Zeichnungen wieder.

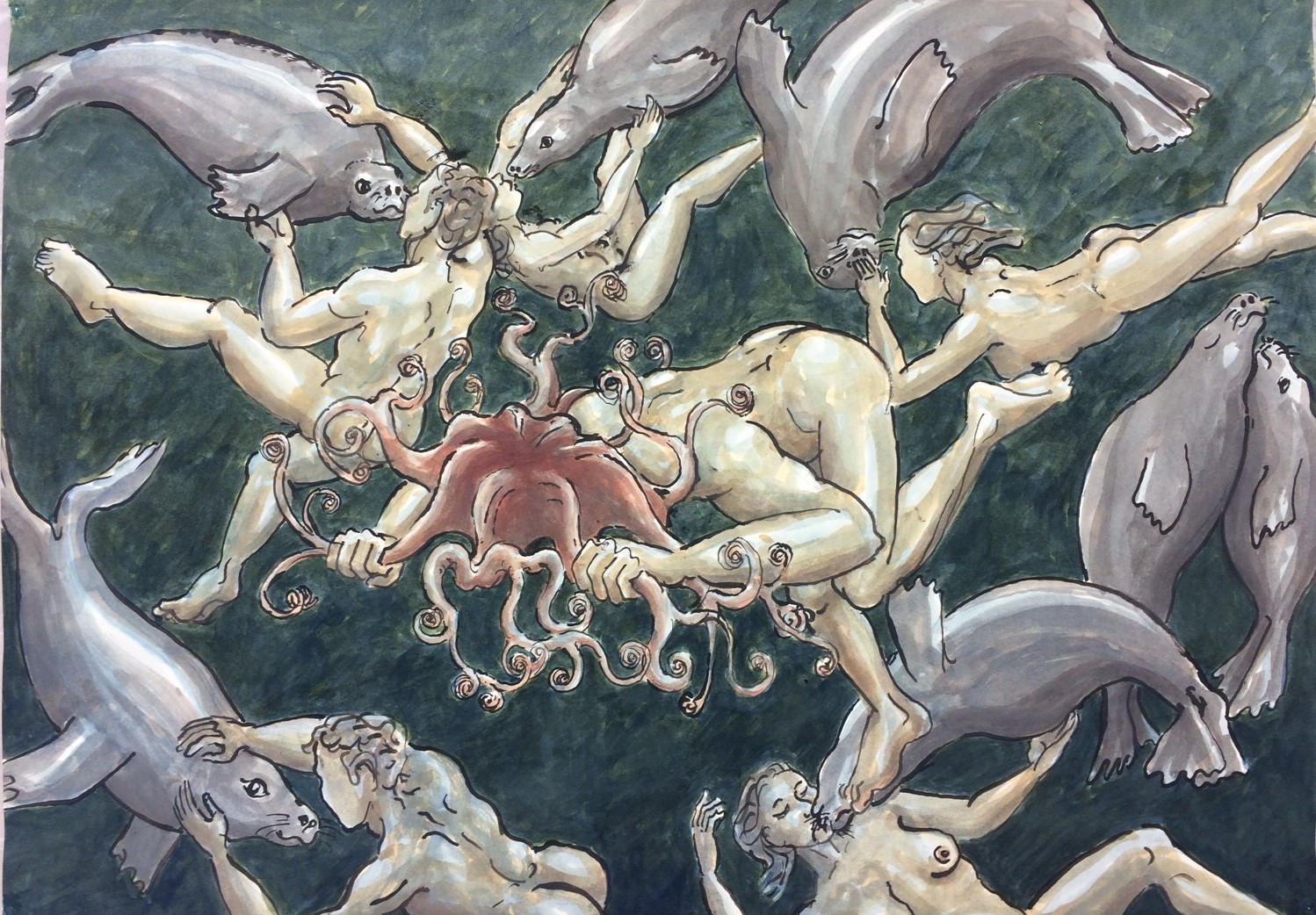
Thomas Bernstein, Reigen mit Seehunden, Querformat mit Medusenhaupt, Tusche und Aquarellfarben auf Papier, 60,5 cm × 87,5 cm, 2015

„… Das Denken in skulpturalen Relationen nimmt so gesehen das Zentrum unseres Denkens ein, in ihm kulminiert das menschliche Tun, ja existentiell sogar unser Sein. Als Skulptur gedacht, öffnet sich die ganze Welt unserer Wahrnehmung. Die Werke von Thomas Bernstein sind ebensolche „Skulpturen“ – seine Zeichnungen sind dreidimensionale Gebilde wie selbstverständlich auch seine Performances.“(1) 

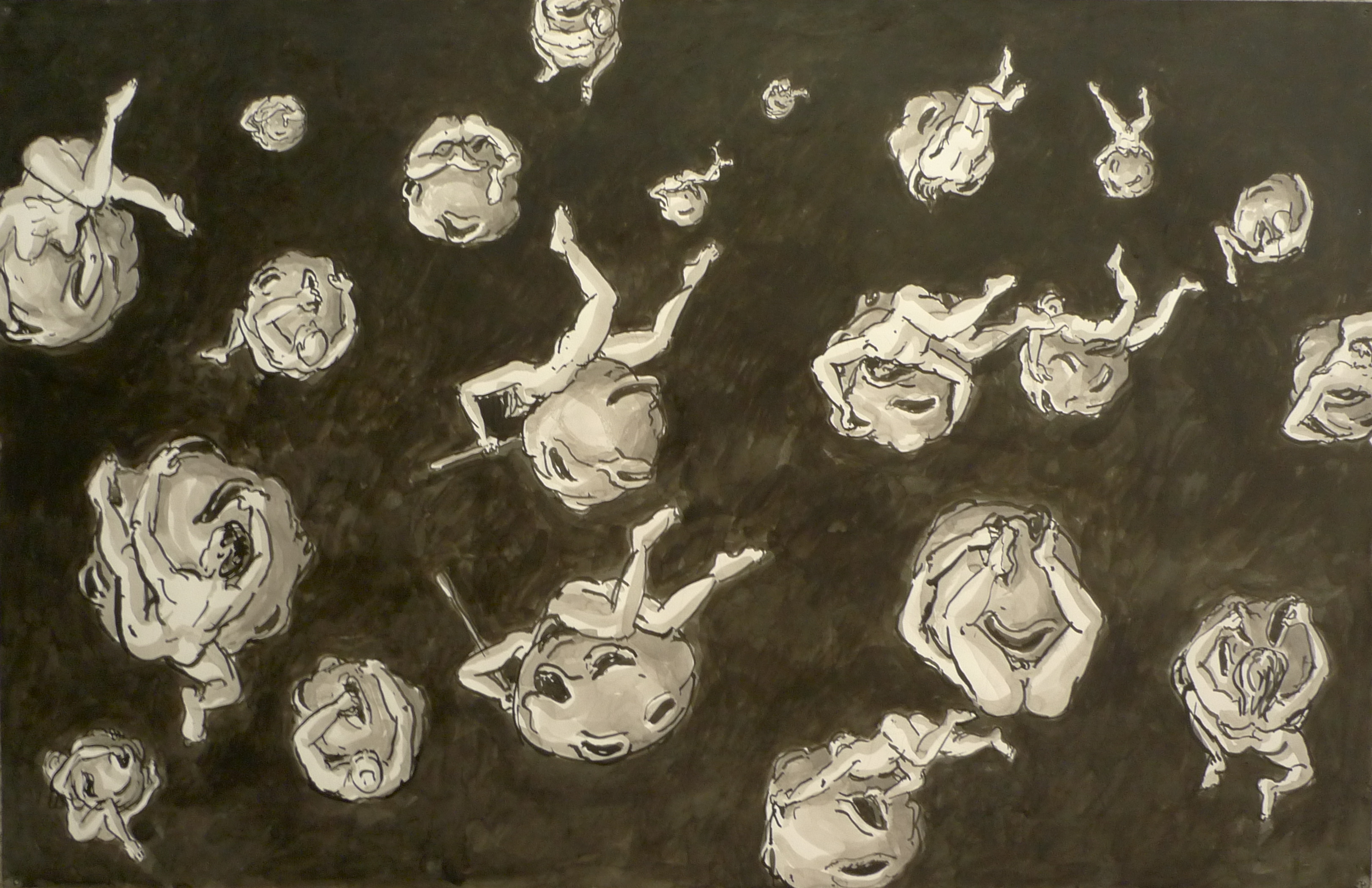
Thomas Bernstein, Jeder für sich selbst und Gott..., 70 cm × 106 cm, Gouache, 2011

Bereits in seiner 1991 für die Griffelkunst entstandenen Farblithographie-Serie widmet er sich anhand von Ausflugsmotiven beiden Geschlechtern und ihrer Fähigkeit, sich gegenseitig in schwierigen Situationen beizustehen – aber auch zu behindern. Bernstein lebt in Düsseldorf.(2)

## Lehrtätigkeit
- 1996–1998 Lehrauftrag Kunstakademie Düsseldorf
- 2003–2004 Lehrtätigkeit Hochschule für Künste Bremen
- 2004–2005 Lehrtätigkeit Staatliche Hochschule für Gestaltung Karlsruhe
- 2006–2012 Professur Hochschule für bildende Künste Hamburg
- 2015–aktuell Lehrtätigkeit Martin-Butzer-Gymnasium Dierdorf

## Ausstellungen (Auszug)
- 1989 Victoria Miro, London
- 1991 Galerie Delta, Rotterdam
- 1991 Mai 36 Galerie, Luzern
- 1992 „7 Bildhauer aus Deutschland“, Kunsthalle Warschau
- 1993 Galerie de Zaal, Delft
- 1993 Galleria D’Arte Moderna, Bologna
- 1994 Victoria Miro, London
- 2004 Running Mars, PAN-Museum, Emmerich
- 2005 Gallery Spacement, Melbourne, Australien
- 2007 Museum Kunstpalast, Düsseldorf
- 2011 Galerie dok25, Düsseldorf
- 2012 Bespoke, Düsseldorf
- 2013 Klaus Staeck Galerie, Heidelberg
- 2015 Ortsumgehung, Skulpturenausstellung Baruth, Berlin
- 2015 Reigen, Martin Leyer-Pritzkow Ausstellungen, Düsseldorf
- 2020 Thomas Bernstein, Adolf Bierbrauer – Skulpturen, Martin Leyer-Pritzkow, Düsseldorf

## Publikationen (Auswahl)
- Thomas Bernstein Skulptur, Hrsg.: Kunstverein der Rheinlande und Westfalen, 1996, Düsseldorf, ISBN 3-925974-47-4.

## Video
- Frottier Performance des Künstlers 2013, Delft Galerie de Zaal(3)
- Interview mit Thomas Bernstein anlässlich der Ausstellung: Thomas Bernstein, Adolf Bierbrauer - Skulpturen 2020

| Personendaten    | Personendaten                |
| ---------------- | ---------------------------- |
| NAME             | Bernstein, Thomas            |
| KURZBESCHREIBUNG | deutscher bildender Künstler |
| GEBURTSDATUM     | 1957                         |
| GEBURTSORT       | Mündersbach, Westerwald      |